# Luis Benshimol
Luis Benshimol (Caracas, 1964) es una de las figuras más relevantes en el ámbito bursátil venezolano. Ha participado en el establecimiento de numerosas empresas financieras. Actualmente funge como director de la Bolsa de Valores de Caracas. De igual modo, es fundador y presidente de BenCorp, empresa líder en servicios financieros.
Realizó estudios de Administración Comercial en la Universidad Católica Andrés Bello. Ha sido asesor de Inversiones y Corredor Público de Títulos Valores autorizado por la Comisión Nacional de Valores . Durante más de 21 años se ha desempeñado en el ámbito financiero y ha adquirido una amplia experiencia en el diseño y negociación de instrumentos financieros que se transan en los mercados internacionales, en el manejo de tesorerías de instituciones financieras y en el ejercicio de distintas posiciones gerenciales y directorios. 
Como resultado de su extraordinario desempeño en las finanzas, preside la Asociación Venezolana de Corredores de Bolsa, y dirige la Asociación de Casas de Bolsa de Venezuela.
De igual modo, Benshimol pertenece al Comité de Adquisiciones de Arte Latinoamericano de la prestigiosa TATE Gallery.